# Ramularia cirsii

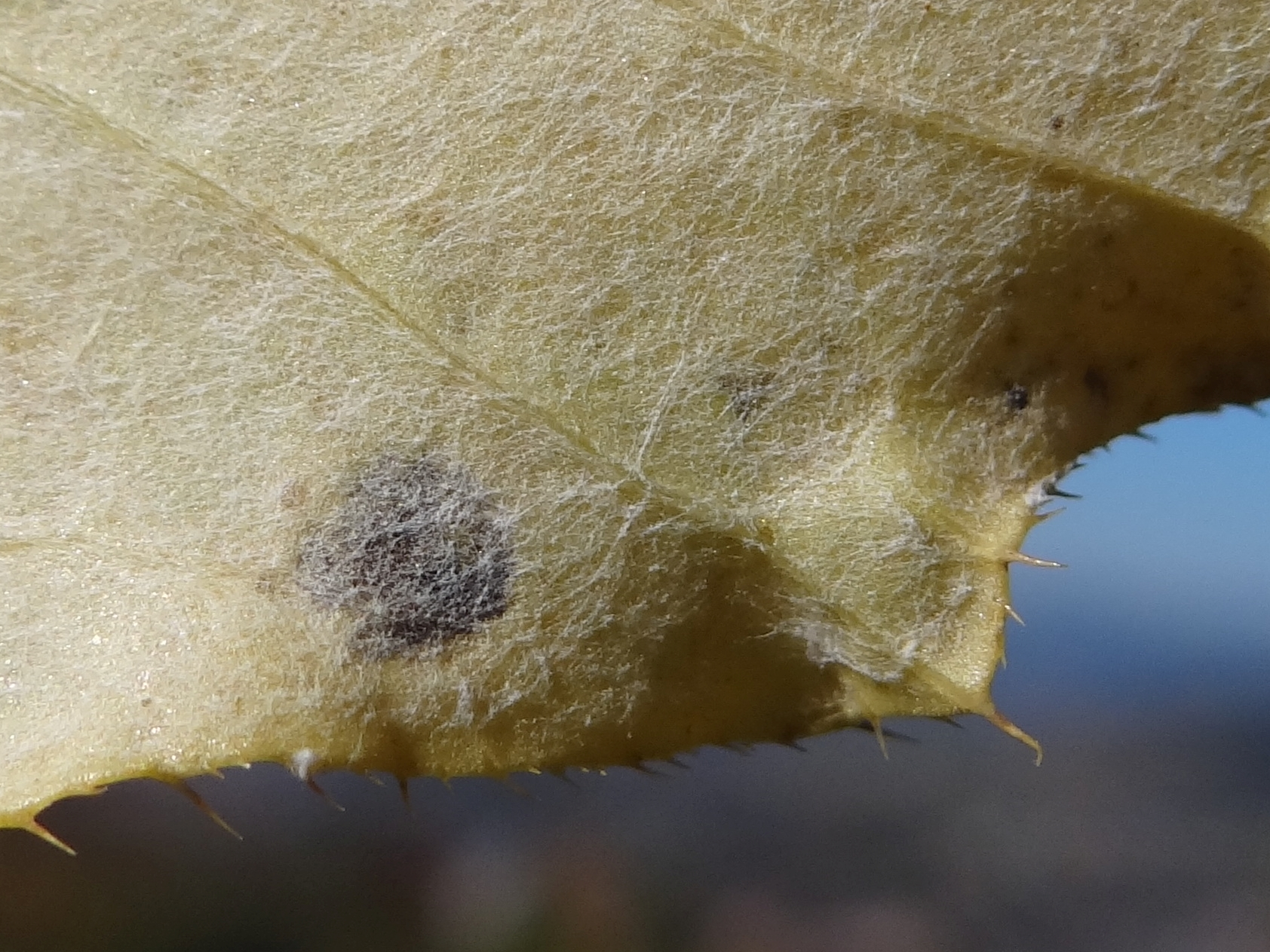
Plama na dolnej stronie liścia

Ramularia cirsii Allesch. – gatunek grzybów z klasy Dothideomycetes. Grzyb mikroskopijny, fitopatogen pasożytujący na roślinach z rodzajów oset (Carduus) i ostrożeń (Cirsium).

## Systematyka i nazewnictwo
Pozycja w klasyfikacji według Index Fungorum: Ramularia, Mycosphaerellaceae, Capnodiales, Dothideomycetidae, Dothideomycetes, Pezizomycotina, Ascomycota, Fungi.
Synonimy:
- Ramularia cirsii Allesch. 1892 var. cirsii
- Ramularia cirsii var. cirsii-arvensis C. Massal. 1908

Po raz pierwszy gatunek został zdiagnozowany w 1892 r. przez Andreasa Alleschera na ostrożniu lancetowatym (Cirsium vulgare) w Bawarii w Niemczech.

## Morfologia
Powoduje na porażonych liściach powstawanie okrągłych lub eliptycznych plam o średnicy 2–10 mm. Początkowo są brązowawozielonkawe, potem brązowe, w końcu brązowoczarne, a środek plam staje się biały. Na obydwu stronach liści na plamach tych podczas wilgotnej pogody pojawia się nalot. Składa się on z 1–2(–3)–komórkowych konidioforów o wymiarach (11–)16–46 × 2–2,5(–3,4) μm z zarodnikami powstającymi w łańcuszkach. Zarodniki cylindryczne, podłużnie elipsoidalne lub podłużnie jajowate jedno lub dwukomórkowe o rozmiarach  9–30 × 2–2,5 μm.

## Występowanie
Odnotowano występowanie tylko w Europie. W polskiej literaturze mykologicznej do 2003 r. opisano występowanie tego gatunku (opisanego jako synonim Ramularia cynarae Sacc. Emend U. Braun) na oście nastroszonym (Carduus acanthoides), oście kędzierzawym (Carduus crispus), ostrożniu polnym (Cirsium arvense), ostrożniu warzywnym (Cirsium oleraceum).